# Orsolya Tófalvi
Orsolya Tófalvi (* 26. August 1993) ist eine rumänische Biathletin.
Orsolya Tófalvi, jüngere Schwester der erfolgreichen Biathletin Éva Tófalvi, gab ihr internationales Debüt im Rahmen der Juniorenrennen des IBU-Sommercup 2010 in Nové Město na Moravě. Dort wurde sie in den Rennen auf Skirollern 13. des Sprints und Zehnte der Verfolgung, bei den Juniorenrennen Sommerbiathlon-Weltmeisterschaften 2010 in Duszniki-Zdrój wurde sie 33. des Sprints und im Verfolgungsrennen überrundet. Es folgten die Juniorenweltmeisterschaften 2011 in Nové Město na Moravě, bei denen die Rumänin 40. des Einzels, 34. des Sprints, 45. der Verfolgung und Zehnte mit der Staffel wurde. Bei den Juniorinnenrennen der Europameisterschaften 2011 in Ridnaun kam ein 39. Platz im Sprint hinzu, im Verfolgungsrennen wurde sie überrundet. Zum Auftakt der Saison 2011/12 debütierte Tófalvi in Idre bei zwei Sprintrennen im IBU-Cup und wurde 90. sowie 93. In Ridnaun erreichte sie 2012 mit Rang 49 in einem Sprintrennen ihr bislang bestes Resultat in der zweithöchsten internationalen Biathlon-Rennserie. Bei den Juniorenrennen der Europameisterschaften 2012 in Osrblie belegte Tófalvi die Ränge 44 im Einzel, 52 im Sprint, wurde im Verfolgungsrennen überrundet und Neunte mit der Mixed-Staffel. Wenig später nahm sie in Kontiolahti auch an den Rennen der Juniorenweltmeisterschaften teil und erreicht die Ränge 29 im Einzel, 66 im Sprint und 12 mit der Staffel. Ein Jahr später wurde sie in Obertilliach Fünfte des Einzels, 33. des Sprints, 41. der Verfolgung und Staffel-Elfte. Der fünfte Rang im Einzel, den sie dank einer fehlerfreien Schießeinlage erreichte, brachte ihr die Nominierung für die Weltmeisterschaften 2013 in Nové Město na Moravě, wo Tófalvi 104. des Einzels und 81. des Sprints wurde. Die Staffel mit Réka Ferencz, Éva Tófalvi, Luminița Pișcoran und Orsolya Tófalvi als Schlussläuferin wurde nach dem Rennen disqualifiziert.

## Biathlon-Weltcup-Platzierungen
Die Tabelle zeigt alle Platzierungen (je nach Austragungsjahr einschließlich Olympische Spiele und Weltmeisterschaften).
- 1.–3. Platz: Anzahl der Podiumsplatzierungen
- Top 10: Anzahl der Platzierungen unter den ersten zehn (einschließlich Podium)
- Punkteränge: Anzahl der Platzierungen innerhalb der Punkteränge (einschließlich Podium und Top 10)
- Starts: Anzahl gelaufener Rennen in der jeweiligen Disziplin
- Staffel: inklusive Mixed- und Single-Mixed-Staffeln

| Platzierung             | Einzel | Sprint | Verfolgung | Massenstart | Staffel | Gesamt |
| ----------------------- | ------ | ------ | ---------- | ----------- | ------- | ------ |
| 1. Platz                |        |        |            |             |         |        |
| 2. Platz                |        |        |            |             |         |        |
| 3. Platz                |        |        |            |             |         |        |
| Top 10                  |        |        |            |             |         |        |
| Punkteränge             |        |        |            |             |         |        |
| Starts                  | 1      | 1      |            |             | 1       | 3      |
| Stand: 18. Februar 2013 |        |        |            |             |         |        |